# Girolamo Baruffaldi

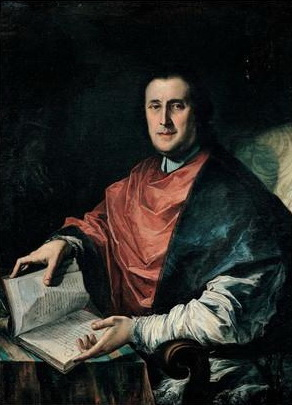
Girolamo Baruffaldi

Girolamo Baruffaldi (* 17. Juli 1675 in Ferrara; † 31. März 1755 in Cento) war ein italienischer Geistlicher, Historiker und Dichter.

## Leben
Baruffaldi wurde 1700 zum Priester ordiniert, beschäftigte sich jedoch auch intensiv mit Archäologie, Geschichte und Literatur. Er veröffentlichte mehrere Bücher über die Geschichte Ferraras sowie eine Reihe von Versdichtungen, in denen er u. a. Missstände im Kirchenstaat anprangerte. Dadurch rief er einflussreiche Gegner auf den Plan, die 1711 seine Ausweisung aus dem Kirchenstaat und die Beschlagnahmung seiner großen Sammlung von Antiquitäten, Manuskripten und seltenen Büchern erwirkten. Baruffaldi fand daraufhin Zuflucht bei Freunden in Venetien. 1714 wurde er rehabilitiert, erhielt seine Dokumente zurück und zog wieder nach Ferrara, wo er in den folgenden 15 Jahren seine Tätigkeit als Historiker, Kirchenrechtler und Dichter fortsetzte. Einige Zeit hatte er auch einen Lehrstuhl an der Universität Ferrara inne. Von 1729 bis zu seinem Tod war er Erzpriester in Cento, beteiligte sich aber auch weiterhin am literarischen Leben.

## Werke (Auswahl)

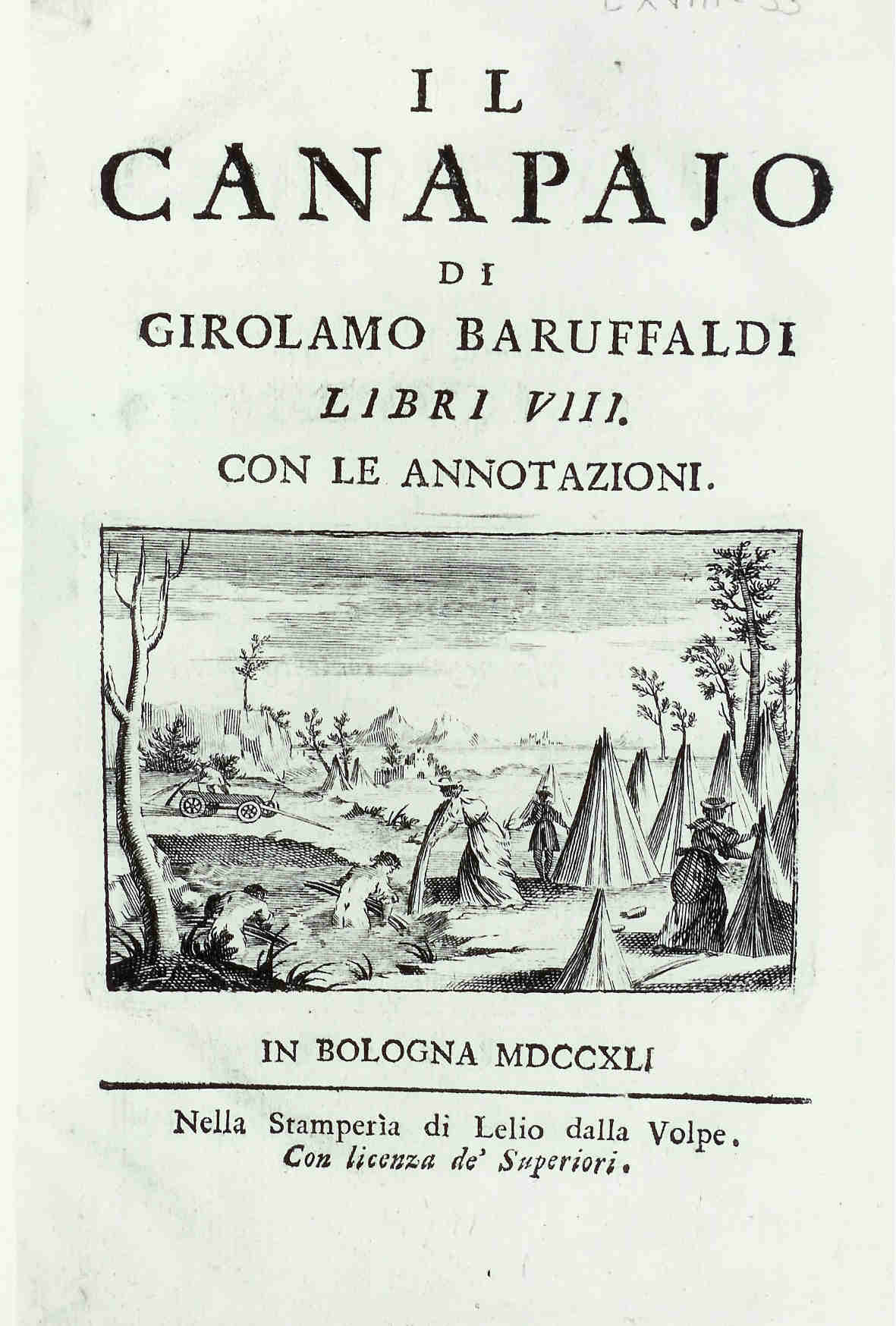
Titelblatt Il Canapajo (1741)

- Dissertatio de poetis Ferrariensibus (1698)
- Dell’istoria di Ferrara (1700)
- Commentario istorico-erudito all’iscrizione eretta nel Almo studio di Ferrara l’anno 1704 (1704)
- Rime scelte di poeti ferraresi antichi e moderni (1713)
- Baccanali (1722)
- Giocasta (Tragödie, 1725)
- La Diofebe (Tragödie, 1727)
- Il concilio de’ pianeti (Serenata, 1729; vertont von Tomaso Albinoni)
- La via della croce (geistliche Gedichte, 1732)
- Il poeta (Komödie, 1734)
- Grillo (Gedichte, 1738)
- Il Canapajo (1741)
- Canzoni anacreontiche (1743)
- L’Ezzelino (Tragödie, 1743)